# Collegio elettorale di Thiene (Camera dei deputati)
Il collegio di Thiene fu un collegio elettorale uninominale della Repubblica Italiana per l'elezione della Camera dei deputati. Apparteneva alla circoscrizione Veneto 1 e fu utilizzato per eleggere un deputato nella XII, XIII e XIV legislatura.
Venne istituito nel 1993 con la cosiddetta Legge Mattarella (Legge n. 277, Nuove norme per l'elezione della Camera dei deputati), attuata in seguito al referendum abrogativo del 1993. La legge istituì per la Camera dei deputati e per il Senato della Repubblica un sistema di elezione misto, in parte maggioritario e in parte proporzionale. Il 75% dei parlamentari dell'assemblea veniva eletto in collegi uninominali tramite sistema maggioritario a turno unico; il restante 25% alla Camera veniva eletto tramite sistema proporzionale con liste bloccate.
Il collegio venne abolito insieme a tutti gli altri che costituivano la Camera con la promulgazione della legge elettorale successiva, la cosiddetta Legge Calderoli. Questa prevedeva un sistema proporzionale con premio di maggioranza, che alla Camera veniva attribuito a livello nazionale.

## Territorio
Il collegio di Thiene era uno dei 37 collegi uninominali in cui era suddiviso il Veneto e, come previsto dal D.Lgs. del 20 dicembre 1993 n. 536, era interamente compreso nella provincia di Vicenza e comprendeva i seguenti comuni: Arsiero, Asiago, Breganze, Caltrano, Calvene, Carrè, Chiuppano, Cogollo del Cengio, Conco, Enego, Fara Vicentino, Foza, Gallio, Laghi, Lastebasse, Lugo di Vicenza, Lusiana, Marano Vicentino, Mason Vicentino, Molvena, Montecchio Precalcino, Pedemonte, Piovene Rocchette, Posina, Roana, Rotzo, Salcedo, Sarcedo, Schiavon, Thiene, Tonezza del Cimone, Valdastico, Velo d'Astico, Villaverla, Zanè e Zugliano.

## Eletti
| Elezione | Elezione | Deputato             | Partito                 |
| -------- | -------- | -------------------- | ----------------------- |
|          | 1994     | Romano Filippi       | Polo delle Libertà (LN) |
|          | 1996     | Daniele Apolloni     | Lega Nord               |
|          | 2001     | Pierantonio Zanettin | Casa delle Libertà (FI) |

## Dati elettorali

### XII legislatura

#### Risultati proporzionale
| Coalizioni        | Coalizioni                          | Liste                               | Liste                               | Voti   | %     |
| ----------------- | ----------------------------------- | ----------------------------------- | ----------------------------------- | ------ | ----- |
|                   | Polo delle Libertà                  |                                     | Lega Nord                           | 28.413 | 30,60 |
|                   | Polo delle Libertà                  | Forza Italia                        | 18.656                              | 20,09  |       |
| Totale coalizione | Totale coalizione                   | 47.069                              | 50,69                               |        |       |
|                   | Patto per l'Italia                  |                                     | Partito Popolare Italiano           | 15.895 | 17,12 |
|                   | Patto per l'Italia                  | Patto Segni                         | 6.680                               | 7,19   |       |
| Totale coalizione | Totale coalizione                   | 22.575                              | 24,31                               |        |       |
|                   | Progressisti                        |                                     | Partito Democratico della Sinistra  | 5.848  | 6,30  |
|                   | Progressisti                        | Federazione dei Verdi               | 2.496                               | 2,69   |       |
|                   | Progressisti                        | Rifondazione Comunista              | 2.274                               | 2,45   |       |
|                   | Progressisti                        | Partito Socialista Italiano         | 861                                 | 0,93   |       |
|                   | Progressisti                        | Alleanza Democratica                | 729                                 | 0,79   |       |
| Totale coalizione | Totale coalizione                   | 12.208                              | 13,16                               |        |       |
|                   | Lega Autonomia Veneta               | Lega Autonomia Veneta               | Lega Autonomia Veneta               | 5.489  | 5,91  |
|                   | Alleanza Nazionale                  | Alleanza Nazionale                  | Alleanza Nazionale                  | 4.920  | 5,30  |
|                   | Iniziativa dei Popolari Democratici | Iniziativa dei Popolari Democratici | Iniziativa dei Popolari Democratici | 299    | 0,32  |
|                   | Partito della Legge Naturale        | Partito della Legge Naturale        | Partito della Legge Naturale        | 292    | 0,31  |
| Totale            | Totale                              | Totale                              | Totale                              | 92.852 |       |

#### Risultati uninominale
|                               | Romano Filippi ✔️ Eletto | Polo delle Libertà (FI - LN - CCD - UDC) | 52 625 | 57,09 |  |  |  |  |  |
|                               | Maria Elisabetta De Toni | Patto per l'Italia                       | 19 398 | 21,04 |  |  |  |  |  |
|                               | Bernardo Maculan         | Progressisti                             | 14 627 | 15,87 |  |  |  |  |  |
|                               | Marziano Brazzale        | Alleanza Nazionale                       | 5 534  | 6,00  |  |  |  |  |  |
| Totale                        | Totale                   | Totale                                   | 92 184 | 100   |  |  |  |  |  |
|                               |                          |                                          |        |       |  |  |  |  |  |
| Fonte: Ministero dell'interno |                          |                                          |        |       |  |  |  |  |  |

### XIII legislatura

#### Risultati proporzionale
| Coalizioni        | Coalizioni                         | Liste                              | Liste                                     | Voti   | %     |
| ----------------- | ---------------------------------- | ---------------------------------- | ----------------------------------------- | ------ | ----- |
|                   | Lega Nord                          | Lega Nord                          | Lega Nord                                 | 38.987 | 42,59 |
|                   | Polo per le Libertà                |                                    | Forza Italia                              | 11.624 | 12,70 |
|                   | Polo per le Libertà                | Alleanza Nazionale                 | 7.158                                     | 7.82   |       |
|                   | Polo per le Libertà                | CCD-CDU                            | 4.669                                     | 5,10   |       |
| Totale coalizione | Totale coalizione                  | 23.451                             | 25,62                                     |        |       |
|                   | L'Ulivo                            |                                    | Popolari per Prodi (PPI-SVP-PRI-UD-Prodi) | 9.070  | 9,91  |
|                   | L'Ulivo                            | Partito Democratico della Sinistra | 5.368                                     | 5,86   |       |
|                   | L'Ulivo                            | Rinnovamento Italiano              | 4.369                                     | 4,77   |       |
|                   | L'Ulivo                            | Federazione dei Verdi              | 1.633                                     | 1,78   |       |
| Totale coalizione | Totale coalizione                  | 20.440                             | 22,32                                     |        |       |
|                   | Unione Nord Est                    | Unione Nord Est                    | Unione Nord Est                           | 4.330  | 4,73  |
|                   | Progressisti                       |                                    | Rifondazione Comunista                    | 2.804  | 3,06  |
|                   | Lista Pannella - Sgarbi            | Lista Pannella - Sgarbi            | Lista Pannella - Sgarbi                   | 817    | 0,89  |
|                   | Movimento Sociale Fiamma Tricolore | Movimento Sociale Fiamma Tricolore | Movimento Sociale Fiamma Tricolore        | 381    | 0,42  |
|                   | Mani Pulite                        | Mani Pulite                        | Mani Pulite                               | 328    | 0,36  |
| Totale            | Totale                             | Totale                             | Totale                                    | 91.538 |       |

#### Risultati uninominale
|                               | Daniele Apolloni ✔️ Eletto | Lega Nord                       | 43 041 | 47,04 |  |  |  |  |  |
|                               | Francesco Montemaggiore    | L'Ulivo - Lega Autonomia Veneta | 27 559 | 30,12 |  |  |  |  |  |
|                               | Romano Filippi             | Polo per le Libertà             | 20 899 | 22,84 |  |  |  |  |  |
| Totale                        | Totale                     | Totale                          | 91 499 | 100   |  |  |  |  |  |
|                               |                            |                                 |        |       |  |  |  |  |  |
| Fonte: Ministero dell'interno |                            |                                 |        |       |  |  |  |  |  |

### XIV legislatura

#### Risultati proporzionale
| Coalizioni        | Coalizioni              | Liste                   | Liste                                 | Voti   | %     |
| ----------------- | ----------------------- | ----------------------- | ------------------------------------- | ------ | ----- |
|                   | Casa delle Libertà      |                         | Forza Italia                          | 27.826 | 31,47 |
|                   | Casa delle Libertà      | Lega Nord               | 13.547                                | 15,32  |       |
|                   | Casa delle Libertà      | Alleanza Nazionale      | 6.009                                 | 6,80   |       |
|                   | Casa delle Libertà      | CCD-CDU                 | 2.566                                 | 2,90   |       |
|                   | Casa delle Libertà      | Nuovo PSI               | 422                                   | 0,48   |       |
| Totale coalizione | Totale coalizione       | 50.280                  | 56,97                                 |        |       |
|                   | L'Ulivo                 |                         | La Margherita (Dem - PPI - RI- UDEUR) | 14.588 | 16,50 |
|                   | L'Ulivo                 | Democratici di Sinistra | 4.924                                 | 5,57   |       |
|                   | L'Ulivo                 | Il Girasole (FdV - SDI) | 1.571                                 | 1,78   |       |
|                   | L'Ulivo                 | Comunisti Italiani      | 756                                   | 0,86   |       |
| Totale coalizione | Totale coalizione       | 21.839                  | 24,71                                 |        |       |
|                   | Lista Di Pietro         | Lista Di Pietro         | Lista Di Pietro                       | 4.765  | 5,39  |
|                   | Liga Fronte Veneto      | Liga Fronte Veneto      | Liga Fronte Veneto                    | 4.113  | 4,65  |
|                   | Rifondazione Comunista  | Rifondazione Comunista  | Rifondazione Comunista                | 2.586  | 2,92  |
|                   | Democrazia Europea      | Democrazia Europea      | Democrazia Europea                    | 2.535  | 2,87  |
|                   | Lista Pannella - Bonino | Lista Pannella - Bonino | Lista Pannella - Bonino               | 1.883  | 2,13  |
|                   | Forza Nuova             | Forza Nuova             | Forza Nuova                           | 225    | 0,25  |
|                   | Abolizione scorporo     | Abolizione scorporo     | Abolizione scorporo                   | 95     | 0,11  |
| Totale            | Totale                  | Totale                  | Totale                                | 88.411 |       |

#### Risultati uninominale
|                               | Pierantonio Zanettin ✔️ Eletto | Casa delle Libertà | 41 055 | 46,27 |  |  |  |  |  |
|                               | Daniele Apolloni               | L'Ulivo            | 28 362 | 31,97 |  |  |  |  |  |
|                               | Ivano Carollo                  | Liga Fronte Veneto | 9 702  | 10,94 |  |  |  |  |  |
|                               | Claudio Brian                  | Lista Di Pietro    | 4 952  | 5,58  |  |  |  |  |  |
|                               | Riccardo Galletti              | Democrazia Europea | 4 652  | 5,24  |  |  |  |  |  |
| Totale                        | Totale                         | Totale             | 88 723 | 100   |  |  |  |  |  |
|                               |                                |                    |        |       |  |  |  |  |  |
| Fonte: Ministero dell'interno |                                |                    |        |       |  |  |  |  |  |